# Mabini (Pangasinan)
Mabini ist eine Stadtgemeinde in der philippinischen Provinz Pangasinan. Das Gelände des Ortes ist im Norden sehr flach und wird im Süden hügelig. In Mabini befinden sich mehrere Höhlen, in denen tausende Fledermäuse leben.
Mabini, welches einst Conventa hieß, wurde um 1800 in der nördlichen Ebene gegründet. 1832 wurde es dann durch eine Flut beinahe zerstört.
Die Nachbargemeinden sind Infanta im Süden, Dasol und Burgos im Westen, Agno und Bani im Norden,  Sual und Labrador im Osten.
Mabini ist in die folgenden 16 Baranggays aufgeteilt:
| - Bacnit - Barlo - Caabiangaan - Cabanaetan - Cabinuangan - Calzada - Caranglaan - De Guzman | - Luna - Magalong - Nibaliw - Patar - Poblacion - San Pedro - Tagudin - Villacorta |